# Дорнгольцгаузен
Дорнгольцгаузен (нім. Dornholzhausen) — громада в Німеччині, розташована в землі Рейнланд-Пфальц. Входить до складу району Рейн-Лан. Складова частина об'єднання громад Нассау.
Площа — 3,93 км2. Населення становить 198 ос. (станом на 31 грудня 2020).